# Shawn Toovey
Shawn Toovey (ur. 1 marca 1983 w Lincoln) – amerykański aktor.

## Filmografia
- 2001 – Doktor Quinn. Serce na dłoni (Dr. Quinn, Medicine Woman: The Heart Within) jako Brian Cooper
- 1999 – Doktor Quinn (Dr. Quinn Medicine Woman: The Movie (TV)) jako Brian Cooper
- 1997 – Flash jako Tad Rutherford
- 1993–1998 – Doktor Quinn (Dr. Quinn, Medicine Woman) jako Brian Cooper
- 1993 – Nastanie wielki ogień (The Fire Next Time) jako Jake Morgan
- 1992 – Amerykańska historia (An American Story) jako Sam Meadows
- 1992 – Rodzinne kłamstwa (Bed of Lies) jako Joel Moore
- 1991 – Sprawa Melanii (A Seduction in Travis County) jako Josh Maguire
- 1991 – W biały dzień (In Broad Daylight) jako Claude Rowan